# Che, 1re partie : L'Argentin
Série Che
Che, 2e partie : Guerilla
(2008)
Pour plus de détails, voir Fiche technique et Distribution.
Che, 1re partie : L'Argentin (Che: Part 1 - The Argentine) est un film franco-américano-espagnol réalisé par Steven Soderbergh et sorti en 2008.
Première partie du diptyque Che, il raconte une tranche de vie de Che Guevara qui se termine avec Che, 2e partie : Guerilla. Benicio del Toro qui interprète le rôle de Che Guevara a obtenu le prix d'interprétation masculine lors du festival de Cannes 2008.

## Synopsis
Cuba, 1952. Un jeune avocat, Fidel Castro, candidat du parti du Peuple, veut stopper le général Fulgencio Batista qui prépare un putsch. Mais l'opération échoue malgré l'aide de jeunes soldats et Castro est condamné à 2 ans de prison. Amnistié, il s'exile à Mexico en 1955. À ce moment, un certain Ernesto Guevara, jeune Argentin idéaliste, commence sa carrière politique au Guatemala. Après un complot militaire soutenu par la CIA, Guevara est obligé de se réfugier lui aussi au Mexique. Il rejoint un groupe de révolutionnaires cubains. Le 13 juillet 1955 dans un petit appartement de Mexico, Raúl Castro le présente à son frère ainé, Fidel.

## Fiche technique
- Titre : Che, 1re partie : L'Argentin
- Titre original : Che: Part 1 - The Argentine
- Réalisation : Steven Soderbergh
- Scénario : Peter Buchman, d'après Souvenirs de la guerre révolutionnaire (Reminiscences of the Cuban Revolutionary War) d'Ernesto Guevara
- Musique : Alberto Iglesias
- Direction artistique : Laia Colet et María Clara Notari
- Décors : Antxón Gómez
- Costumes : Sabine Daigeler
- Photographie : Steven Soderbergh (crédité sous le pseudonyme de Peter Andrews)
- Montage : Pablo Zumárraga
- Production : Laura Bickford et Benicio del Toro
  - Production déléguée : Alvaro Augustin, Alvaro Longoria, Belén Atienza, Frederic W. Brost et Gregory Jacobs
- Sociétés de production : Estudios Picasso, Morena Films, Telecinco (Espagne), Laura Bickford Productions, Section Eight (USA), Wild Bunch (France)
- Sociétés de distribution : Warner Bros. (France), IFC Films (États-Unis)
- Pays de production :  France,  États-Unis,  Espagne
- Langues originales : anglais, espagnol
- Format : couleur et noir et blanc – Super 16 mm (Aäton) / 35 mm – 2,35:1 – DTS / Dolby Digital / SDDS
- Genre : drame biographique, guerre
- Durée : 134 minutes
- Dates de sortie :
  - France : 21 mai 2008 (festival de Cannes), 7 janvier 2009 (sortie nationale)
  - Espagne : 5 septembre 2008
  - États-Unis : 12 décembre 2008 (sortie limitée), 24 janvier 2009 (sortie nationale)

## Distribution

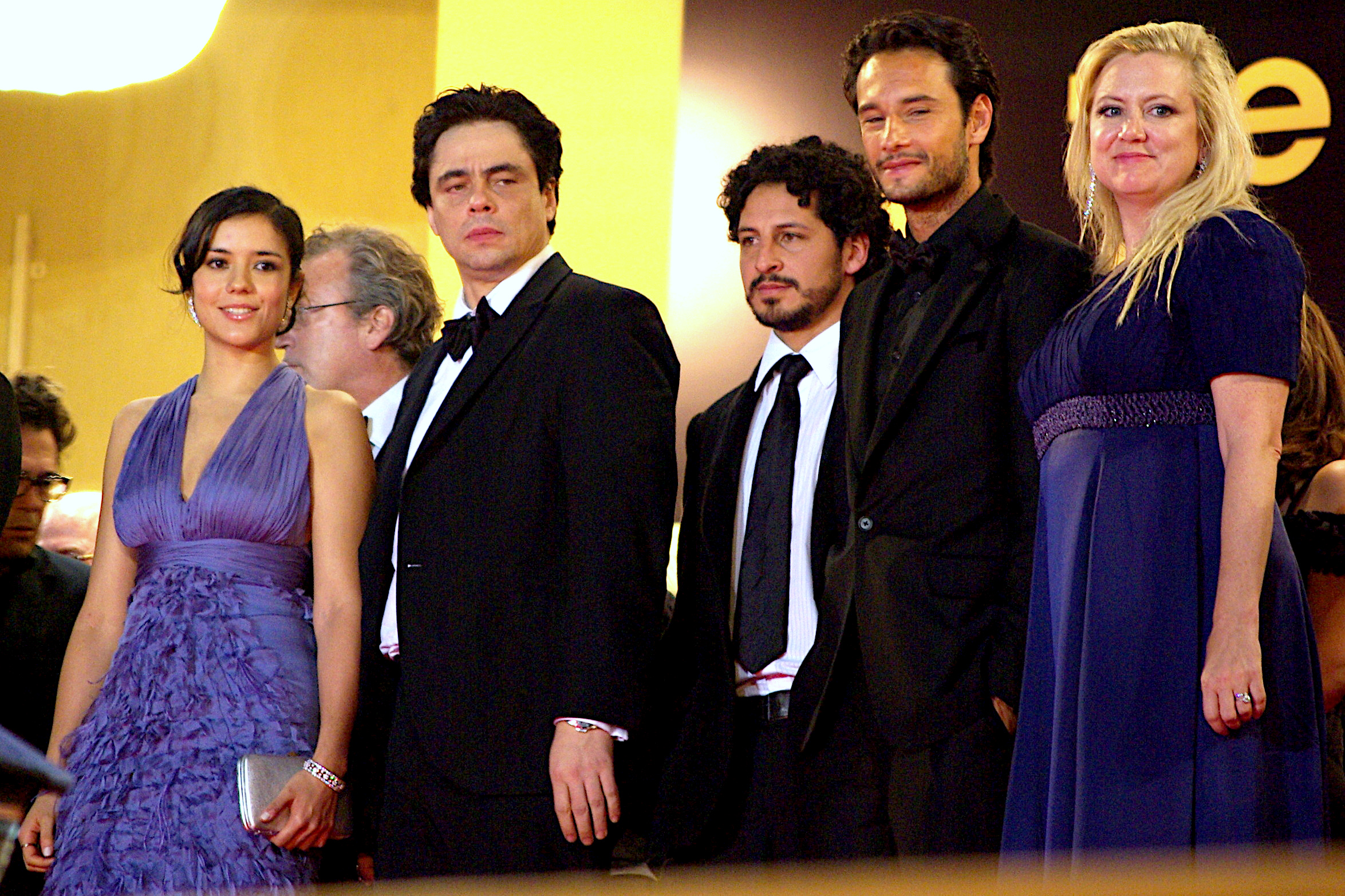
L'équipe du film au festival de Cannes 2008

- Benicio del Toro (VF : Pierre-François Pistorio) : Ernesto « Che » Guevara
- Demián Bichir (VF : Jérôme Pauwels) : Fidel Castro
- Santiago Cabrera (VF : Axel Kiener) : Camilo Cienfuegos
- Elvira Mínguez : Celia Sánchez
- Jorge Perugorría : Joaquin
- Édgar Ramírez (VF : Gilles Morvan) : Ciro Redondo
- Victor Rasuk : Rogelio Acevedo
- Armando Riesco (en) : Benigno
- Catalina Sandino Moreno : Aleida Guevara
- Rodrigo Santoro (VF : Axel Kiener) : Raúl Castro
- Unax Ugalde : Little Cowboy
- Yul Vazquez (VF : Alexis Victor) : Alejandro Ramirez
- Julia Ormond : Lisa Howard
- Jsu Garcia : Jorge Sotús
- Sam Robards : Tad Szulc

## Production

### Développement
Le film est l'adapté des mémoires d'Ernesto Guevara, Souvenirs de la guerre révolutionnaire (Reminiscences of the Cuban Revolutionary War). Il devait à l'origine être basé sur la biographie Che Guevara: A Revolutionary Life (1997) écrite par Jon Lee Anderson. Benicio del Toro et Laura Bickford achètent alors les droits mais l'option expire après que le projet ne se soit concrétisé.
Plusieurs membres de l'équipe se sont rendus plusieurs fois à Cuba pour compléter les recherches et informations, comme l'explique la productrice Laura Bickford : « au cours de ces sept années, nous sommes allés à Cuba, en Bolivie, à Paris, à Miami et dans tous les lieux où des gens de divers horizons politiques avaient quelque chose d'intéressant à nous dire. Trois hommes qui ont côtoyé le Che durant la Révolution et l'on suivi en Bolivie sont encore en vie : Pombo, Urbano et Benigno. Tous trois figurent dans Che. Nous les avons interrogés séparément et avons occasionnellement réuni Pombo et Urbano pour qu'ils nous parlent de ce qui leur était arrivé à Cuba et en Bolivie. Urbano a été notre conseiller technique en Espagne. Il a été pour nous et les acteurs une irremplaçable référence, un lien vivant avec le passé. »
La production a été retardée au profit du film Traffic (2000), que Soderbergh a préféré développer avant.

### Attribution des rôles
Steven Soderbergh avait déjà dirigé Benicio del Toro dans Traffic (2000), pour lequel ils avaient reçu respectivement les Oscars du meilleur réalisateur et du meilleur acteur dans un second rôle.

### Tournage
Steven Soderbergh a voulu dès le début du projet tourner le film entièrement avec la lumière naturelle. Il a utilisé pour cela la caméra RED, un tout nouveau prototype de caméra numérique haute performance. Grâce à sa légèreté (4,5 kg), la caméra a pu être très facilement maniée et a offert de grandes libertés à l'équipe. À noter aussi l'utilisation référencé du format Super 16 mm de chez Aäton, qui donne la particularité d'avoir un grain plus prononcé et authentique à l'image.
Cette première partie est filmée en CinemaScope (soit un ratio de 2,35:1), alors que la 2e partie est tournée en panoramique (1,85:1). Steven Soderbergh explique ce choix car il voulait que la première partie montre une grande victoire, plus épique, avec une image plus large, alors qu'il souhaitait que la deuxième partie ait un aspect plus documentaire, moins raffiné, etc.
Dans une scène, un révolutionnaire cubain essaie de détruire un bâtiment au lance-roquettes mais manque à plusieurs reprises sa cible. Le Che prend sa place et détruit le bâtiment d'un coup. À l'origine, il devait manquer sa cible au premier tir, mais la lumière naturelle venait à manquer et l'équipe décida d'abréger cette scène et de détruire le bâtiment en un coup.

## Sortie
Le film est présenté en intégralité, soit 4 h 15, au festival de Cannes le 21 mai 2008. Benicio del Toro y a obtenu le prix d'interprétation masculine. Il a alors salué la mémoire de Che Guevara et l'a fait applaudir par le public.

### Box-office
Dans certains pays, comme les États-Unis, le film n'est pas sorti en deux parties. Cette version a récolté 1 778 287 USD de recettes mondiales dont 1 497 109 USD sur le sol américain.
| Pays ou région    | Box-office                                  | Date d'arrêt du box-office | Nombre de semaines |
| ----------------- | ------------------------------------------- | -------------------------- | ------------------ |
| France            | 547 445 entrées                             | 28 janvier 2008            | 4                  |
| États-Unis Canada | 1 497 109 $ (version intégrale 257 minutes) | 21 mai 2009                | 23                 |
| Mondial           | 33 222 381 $                                | -                          | -                  |